# Paluxy River
Der Paluxy River oder Paluxy Creek ist ein 29 Meilen (etwa 47 km) langer Fluss im US-Bundesstaat Texas. Er ist ein Nebenfluss des Brazos River, des längsten Flusses in Texas. Bekannt ist er hauptsächlich durch die Paluxy-River-Fußspuren von Dinosauriern im Dinosaur Valley State Park bei Glen Rose.